# Enchenberg
Enchenberg é uma comuna francesa na região administrativa de Grande Leste, no departamento de Mosela. Estende-se por uma área de 9,73 km². Em 2010 a comuna tinha 1 267 habitantes (densidade: 130,2 hab./km²).